# 向崎甚内

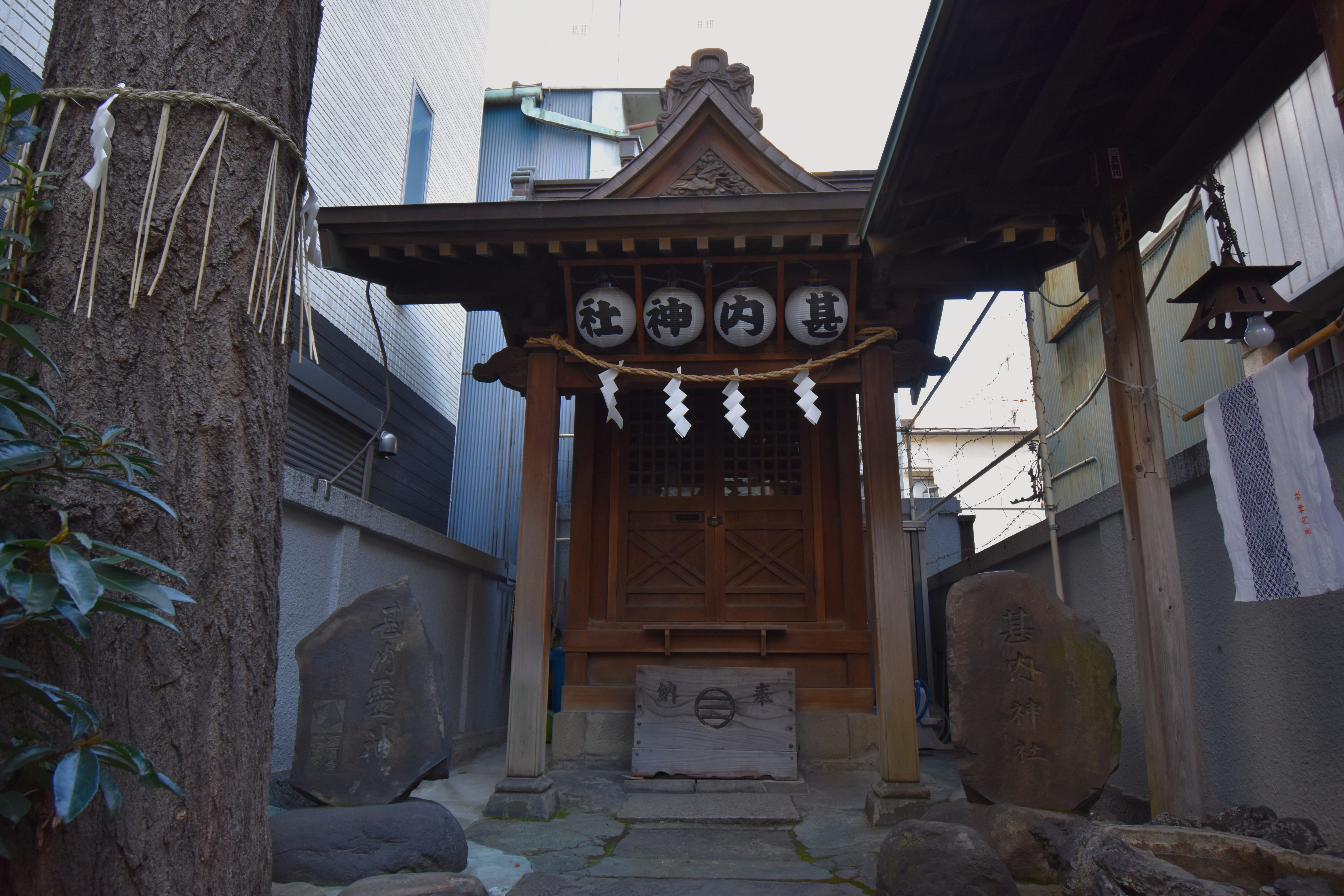
高坂甚内を祀る台東区浅草橋の甚内神社。

向崎 甚内（こうさき じんない、生年不詳 - 慶長18年（1613年））は、文禄・慶長期の盗賊。三浦浄心『見聞集』によると、下総国の向崎の出身。江戸町奉行所に「関東各地の盗賊の首領は風魔の一類らっぱの子孫どもです」と訴え出て「盗人狩り」を主導したが、後に自身が「大盗人」として捕らえられ、慶長18年に浅草で処刑された。
浅草・鳥越に残されていた墓碑ないし祠が江戸の地誌などに取り上げられて後伝が発達し、瘧の神、番町皿屋敷のお菊の父、辻斬り、甲斐武田の臣・幸坂弾正の子、などの設定が加えられ、江戸後期から明治期の歌舞伎の演目などにも登場する。苗字は文献や作品により向坂、匂坂、幸坂、幸崎、高坂、神崎、鳥越などとも記される。

## 伝説
寛永後期に成立した三浦浄心『見聞集』によると、甚内は下総国の向崎にいた盗人であったという。徳川家康の関東入国後、関東各地には盗人が大勢いて、民衆を悩ませいていた。向崎甚内は江戸町奉行所へ「関東各地の盗賊の首領はみな風魔の一類らっぱの子孫どもです。自分は居場所を知っているので案内します。『盗人狩り』をして下さい」と申し出た。奉行所は向崎甚内を案内役にして「盗人狩り」を行ない、盗賊は根絶やしにされた。
向崎甚内は「盗人狩り」の大将になれたからと大勢の手下を集めて諸国に勢力を広げ、その様は文禄期に京・伏見野に屋敷を構えていた盗賊・石川五右衛門のようだ、と噂されたという。
しかしその後、各地で捕まった盗賊が、甚内の親類だとか、甚内の手下だといったことが続き、甚内は慶長18年（1613年）に奉行所に捕えられ、市中引き回しの上、浅草原で磔にされた。

## 後伝
向崎甚内については、処刑地となった浅草・鳥越の墓石ないし祠が江戸の地誌に取り上げられ、後伝が発展した。
- 菊池沾凉『江戸砂子』に、甚内は捕まったとき瘧（マラリア）を煩っていたといわれ、死に際に「瘧さえなければ捕まることはなかったのに。瘧に苦しむ者は我に念ぜば癒してやろう」ということを言い残したという。そのため、浅草橋にある甚内神社では瘧に利益のある神として祀っている。
- 馬場文耕『皿屋鋪弁疑録』では、辻斬り・盗賊で、お菊の父という設定になった。
- 文化・文政期の津田敬順『遊歴雑記』は、甲斐武田氏の臣幸坂弾正の子で幼名は甚太郎、武田氏滅亡後、祖父の対馬に連れられて摂津国芥川へ逃れたが、11歳の時に剣豪宮本武蔵の弟子となって10年間修業を積んだ。だが甚太郎は次第に己の腕前に驕って辻斬りを働き、追い剥ぎを働くまでになったので、武蔵によって破門され、相模国で盗賊の頭目になった。
- また『遊歴雑記』において甚内は、吉原の有力者だった庄司甚内（甚右衛門）、古着市場を仕切った鳶沢甚内と共に三甚内と呼ばれた。

江戸時代の後期から明治の初期にかけて、歌舞伎の演目にもしばしば登場している。